# Ездаков, Никифор Ульянович
Никифор Ульянович Ездаков  (май 1891 — 12 июля 1937) — военный деятель, участник Первой мировой войны, Гражданской войны. Командир полка, комендант Шкотовского УР. Комбриг (17.02.1936).

## Биография
ЕЗДАКОВ Никифор Ульянович. Комбриг (1936). Русский. Член ВКП(б) с 1931 г. Родился в марте 1891 г. Из крестьян. Окончил учительскую семинарию в 1908 г., до военной службы работал учителем.

### В РИА
С началом Первой мировой войны призван в армию. В 1915 г. окончил 1-ю Иркутскую школу прапорщиков. В боях был ранен. Последние чин и должность в старой армии — поручик, врид командира батальона.

### В РККА
В Красной армии с 1918 г. Участник Гражданской войны. Воевал в составе 52-й и 2-й стрелковых дивизий, занимая командные должности в подразделениях и частях. Был ранен.

### После Гражданской войны
После Гражданской войны на ответственных должностях в частях и соединениях РККА. В 1921-1922 гг. — участник боев по освобождению Приамурья и Приморья от белогвардейцев и иностранных интервентов. С декабря 1922 г. — врид помощника Николаевского уездного военного комиссара Приамурской губернии. С октября 1924 г. — помощник командира 5-го Амурского стрелкового полка по хозяйственной части. В марте 1928 г. назначен командиром 61-го Осинского стрелкового полка. С июля 1931 г. — командир 6-го территориального резервного полка. С февраля 1934 г. — начальник 113-го управления военно-строительных работ (комендант Шкотовского укрепленного района). 20 августа 1937 г. по политическому недоверию уволен в запас.
Награжден орденами Красного Знамени (1924), Красной Звезды (1936).

### Арест, расстрел, реабилитация
Арестован 26 июля 1937 г. Военной коллегией Верховного суда СССР 4 мая 1938 г. по обвинению в участии в военном заговоре приговорен к расстрелу. Приговор приведен в исполнение в тот же день. Определением Военной коллегии от 9 августа 1957 г. реабилитирован.

## Награды
- Орден Красного Знамени (1924)[2].
- Орден Красной Звезды(16.08.1936.) [2][3].

## Память
- Его имя увековечено в Главном Храме Вооружённых сил России, и навсегда запечатлено на мемориале «Дорога Памяти»[4].

## Воинские чины и звания
- Прапорщик 1915
- Подпоручик
- Подпоручик
- Комбриг (1936)[5].